# Irene Ntale
Irene Ntale (sinh ngày 30 tháng 1 năm 1989) là một ca sĩ, nhạc sĩ và nghệ sĩ guitar người Uganda. Cô hát RnB, reggae và linh hồn âm thanh. Cô đã được tổ chức trên Focus on Africa (chương trình TV). Cô là đại sứ chiến dịch cho chiến dịch Thẻ đỏ cho lái xe say rượu của Công ty TNHH bia hơi Nhật Bản.

## Cuộc sống ban đầu và giáo dục
Ntale sinh ngày 30 tháng 1 năm 1989 với George William Ntale và vợ. Cô bắt đầu hát ở trường và trong dàn hợp xướng nhà thờ, nơi cô cũng học cách chơi guitar. Cô đã đến trường tiểu học Kitante, Trường Kitante Hill cho cấp độ O và Makerere High, nay là Migadde College, cho cấp độ A. Cô có bằng Cử nhân Quản lý Mua sắm và Hậu cần tại Đại học Kyambogo.

## Âm nhạc
Cô bắt đầu hát ở trường và trong dàn hợp xướng nhà thờ, nơi cô cũng học cách chơi guitar. Cô thường biểu diễn tại các chương trình, hát các bài hát của các nghệ sĩ khác, cho đến khi cô đến Đại lộ Swangz. Ntale đã có những bài hát nổi tiếng kể từ, như "Gyobera", "Thư tình" hợp tác với Bebe Cool, "Ở lại với tôi", "Nkubukinze" và "Olindaba".

## Danh sách đĩa hát

### Đĩa đơn
- Eno ye sawa Lưu trữ ngày 7 tháng 4 năm 2016 tại Wayback Machine
- Ở lại với tôi Lưu trữ ngày 4 tháng 3 năm 2016 tại Wayback Machine
- Nkubukinze Lưu trữ ngày 4 tháng 3 năm 2016 tại Wayback Machine
- Chính trị Lưu trữ ngày 4 tháng 3 năm 2016 tại Wayback Machine
- Thư tình ft. Lưu trữ ngày 20 tháng 4 năm 2016 tại Wayback Machine Bebe mát mẻ Lưu trữ ngày 20 tháng 4 năm 2016 tại Wayback Machine
- Olindaba Lưu trữ ngày 6 tháng 7 năm 2015 tại Wayback Machine
- Gyobera Lưu trữ ngày 4 tháng 3 năm 2016 tại Wayback Machine
- Đôi điều về Chúa Giêsu Lưu trữ ngày 4 tháng 3 năm 2016 tại Wayback Machine
- Dễ dàng ft Jose Chameleone Lưu trữ ngày 7 tháng 4 năm 2016 tại Wayback Machine
- Nzenna Nzenna Lưu trữ ngày 20 tháng 4 năm 2016 tại Wayback Machine
- Kabugo Lưu trữ ngày 4 tháng 3 năm 2016 tại Wayback Machine
- Suy nghĩ của tôi Lưu trữ ngày 6 tháng 7 năm 2015 tại Wayback Machine
- Ono OMwana Lưu trữ ngày 6 tháng 7 năm 2015 tại Wayback Machine
- Nghiện ft Bebe Cool Lưu trữ ngày 29 tháng 5 năm 2016 tại Wayback Machine
- Katambala ft Ray Lưu trữ ngày 7 tháng 4 năm 2016 tại Wayback Machine
- Điều khiển từ xa Lưu trữ ngày 15 tháng 5 năm 2016 tại Wayback Machine
- Nkole Mpakase Lưu trữ ngày 7 tháng 4 năm 2016 tại Wayback Machine
- Olugendo Lưu trữ ngày 7 tháng 4 năm 2016 tại Wayback Machine
- Langi empya Lưu trữ ngày 4 tháng 3 năm 2016 tại Wayback Machine
- Stamina cha
- Cô Kateteyi
- Gửi cho tôi Ft Ông Eazi
- Gukuba

## Giải thưởng và chứng nhận
- Nữ ca sĩ xuất sắc nhất 2013, Giải thưởng âm nhạc Hipipo [10]
- Nữ nghệ sĩ xuất sắc nhất, giải thưởng Buzz teeniez 2014, 2015 [11]